# Весна у серці
«Весна у серці» («Kevad sudames») — радянський телефільм 1984 року, знятий режисером Маті Пилдре на кіностудії «Естонський телефільм».

## Сюжет
Телефільм за мотивами повісті Оскара Лутса оповідає про співочий літній табір, куди діти приїжджають не лише співати та танцювати, але й безтурботно відпочити. Головні герої — хлопчик зі «срібним голосом» Тоомас, у якого спочатку справи в таборі складалися не найкращим чином, дуже миловидна дівчинка Елле, в яку Тоомас одразу ж закохується, юний аматор сучасної музики Тиніс і сварливий вихователь, якого невинні дитячі пустощі доводять до гніву. Під час репетиції вистави «Весна» у актора, який грає роль головного героя, ламається голос і потрібно терміново знайти нового виконавця. Спектакль рятує «срібний голос», що сидів тут же на трибуні.

## У ролях
- Тоомас Уйбо — Тоомас
- Леело Кєєваллік — Елле
- Йирген Піллау — Теет
- Арві Халтунен — Аарне
- Фелікс Карк — Юурак
- Тарво Кралль — Тиніс
- Антс Паю — Каур
- Пааво Пильдмяе — Георг
- Мярт Уйбо — епізод
- Вяйно Уйбо — епізод
- Рейн Мальмстен — батько Тоомаса

## Знімальна група
- Режисер — Маті Пилдре
- Сценаристи — Маті Пилдре, Олександр Бородянський
- Оператори — Маті Пилдре, Антон Мутт
- Композитори — Тиніс Кирвітс, Юло Вінтер